# Cantonul Saint-Hippolyte
Cantonul Saint-Hippolyte este un canton din arondismentul Montbéliard, departamentul Doubs, regiunea Franche-Comté, Franța.

## Comune
- Bief
- Burnevillers
- Chamesol
- Courtefontaine
- Dampjoux
- Fleurey
- Froidevaux
- Glère
- Indevillers
- Liebvillers
- Montancy
- Montandon
- Montécheroux
- Montjoie-le-Château
- Les Plains-et-Grands-Essarts
- Saint-Hippolyte (reședință)
- Soulce-Cernay
- Les Terres-de-Chaux
- Valoreille
- Vaufrey